# Macropodanthus
Macropodanthus é um género botânico pertencente à família das orquídeas (Orchidaceae).